# Le Grand Avocat
Pour plus de détails, voir Fiche technique et Distribution.
Le Grand Avocat (Counsellor at Law) est un film de procès américain réalisé par William Wyler, sorti en 1933. Le film est basé sur la pièce du même nom de Elmer Rice qui signe également le scénario.

## Synopsis
Plusieurs jours dans la vie d'un célèbre et astucieux avocat américain de Manhattan, George Simon. Il est rattrapé par une erreur commise plus tôt dans sa carrière : il a autorisé un client coupable à mentir sur le banc des accusés car il a cru qu'il aurait pu être réhabilité s'il était libre. Son avocat rival, Francis Clark Baird, est au courant de cet incident et tente de faire chanter Simon qui risque l'exclusion de son cabinet. Effrayé par le probable scandale public et médiatique, sa femme socialiste Cora s'apprête à fuir en Europe avec son amant Roy Darwin. Dévasté par l'infidélité de son épouse et par sa faute professionnelle, Simon est sur le point de se jeter par la fenêtre de son bureau de l'Empire State Building mais il est sauvé in extremis par sa secrétaire Regina qui est amoureuse de lui.

## Fiche technique
- Titre original : Counsellor at Law
- Titre français : Le Grand Avocat
- Réalisation : William Wyler
- Scénario : Elmer Rice
- Photographie : Norbert Brodine
- Production : Carl Laemmle Jr.
- Pays d'origine : États-Unis
- Format : Noir et blanc - 1,37:1 - Mono
- Genre : drame
- Durée : 82 minutes
- Date de sortie : 1933

## Distribution
- John Barrymore : George Simon
- Bebe Daniels : Regina 'Rexy' Gordon
- Doris Kenyon : Cora Simon
- Isabel Jewell : Bessie Green
- Melvyn Douglas : Roy Darwin
- Onslow Stevens : John P. Tedesco
- Thelma Todd : Lillian La Rue
- Mayo Methot : Zedorah Chapman
- Robert Gordon : Henry Susskind
- Vincent Sherman : Harry Becker
- John Qualen : Johan Breitstein
- Richard Quine : Richard Dwight Jr.

## Autour du film
Le Grand Avocat est l'adaptation de la pièce Counsellor at Law d'Elmer Rice, pièce jouée avec succès à Broadway.